# Anthocerotaceae
Az Anthocerotaceae a Becősmohák törzsébe, az Anthocerotopsida osztályba és az Anthocerotales rendbe tartozó növénycsalád. Ebbe a családba három nemzetség 87 faja tartozik. Magyarországon egy faja él az Anthoceros agrestis.

## Jellemzőjük
Megjelenésük a májmohákéhoz hasonló, de a sporofiton felépítése teljesen más és a genetikai vizsgálatok is feltárták, hogy bár külsőre hasonlóak, de mégsem rokonok a becősmohák a májmohákkal.
A sporofiton a telepre merőlegesen felálló, hosszúkás, hengeres alakú. A sporofiton a telep háti oldalán fejlődik, a tövénél a telepből kialakuló ún. involucrum veszi körbe. A sporofiton alján osztódó sejteket tartalmazó merisztematikus zóna található. A spóratok a csúcsától az alapja felé haladva hasad fel. A spóratok fala több sejtrétegből áll, a legkülső réteg az epidrmisz és azon gázcserenyílások (sztómák) találhatóak. Az epidermisz alatti sejtek kloroplasztiszokat tartalmaznak.

## Rendszertan, nemzetségek
Az Anthocerotaceae családba az alábbi nemzetségek tartoznak:
- Anthoceros
- Aspiromitus
- Folioceros
- (Sphaerosporoceros)

A Sphaerosporoceros nemzetség helyzete bizonytalan. Két fajt soroltak ide, de azokat többször áthelyezték az Anthoceros nemzetségbe. A  legfrissebb rendszertani besorolás szerint ez a nemzetség megszűnt.